# Polyacanthonotus africanus
Polyacanthonotus africanus is een straalvinnige vissensoort uit de familie van rugstekelalen (Notacanthidae). De wetenschappelijke naam van de soort is voor het eerst geldig gepubliceerd in 1924 door Gilchrist & von Bonde.